# Araujia angustifolia
Espèce
Classification phylogénétique
Araujia angustifolia est une espèce de plante à fleurs de la famille des Apocynacées originaire d'Amérique du Sud.

## Position taxinomique et historique
Comme le genre, Araujia angustifolia appartient à la sous-famille Asclepiadoideae, tribu Asclepiadeae, sous-tribu Oxypetalinae.
L'espèce, collectée dans les forêts uruguayennes par James Tweedie, a été décrite par William Jackson Hooker et George Arnott Walker Arnott en 1835 dans le volume 1 du Journal of Botany comme faisant partie du genre Physianthus sous le nom de : Physianthus angustifolius Hook. & Arn. .
En 1841, Ernst Gottlieb von Steudel la reclasse dans le genre Araujia : Araujia angustifolia (Hook. & Arn.) Steud.. 
Elle compte donc un synonyme : Physianthus angustifolius Hook. & Arn.

## Description
Il s'agit de lianes, pouvant atteindre dix mètres de haut, aux feuilles entières, pétiolées et opposées, sagittées, de moins de 5 cm de long.
Comme les espèces de la sous-famille, Araujia angustifolia a une fleur  régulière, hermaphrodite, parfumée, au calice à cinq sépales, une corolle gamopétale jaune- verdâtre et cinq étamines, alternes aux divisions de la corolle. Les deux ovaires forment des fruits à follicules épais, ovoïdes, déhiscents à graines nombreuses.
Cette espèce compte 20 (2 * 10) chromosomes.

## Distribution
Araujia angustifolia est originaire d'Amérique du Sud : Argentine, sud du Brésil et Uruguay.